# 地対空ミサイル

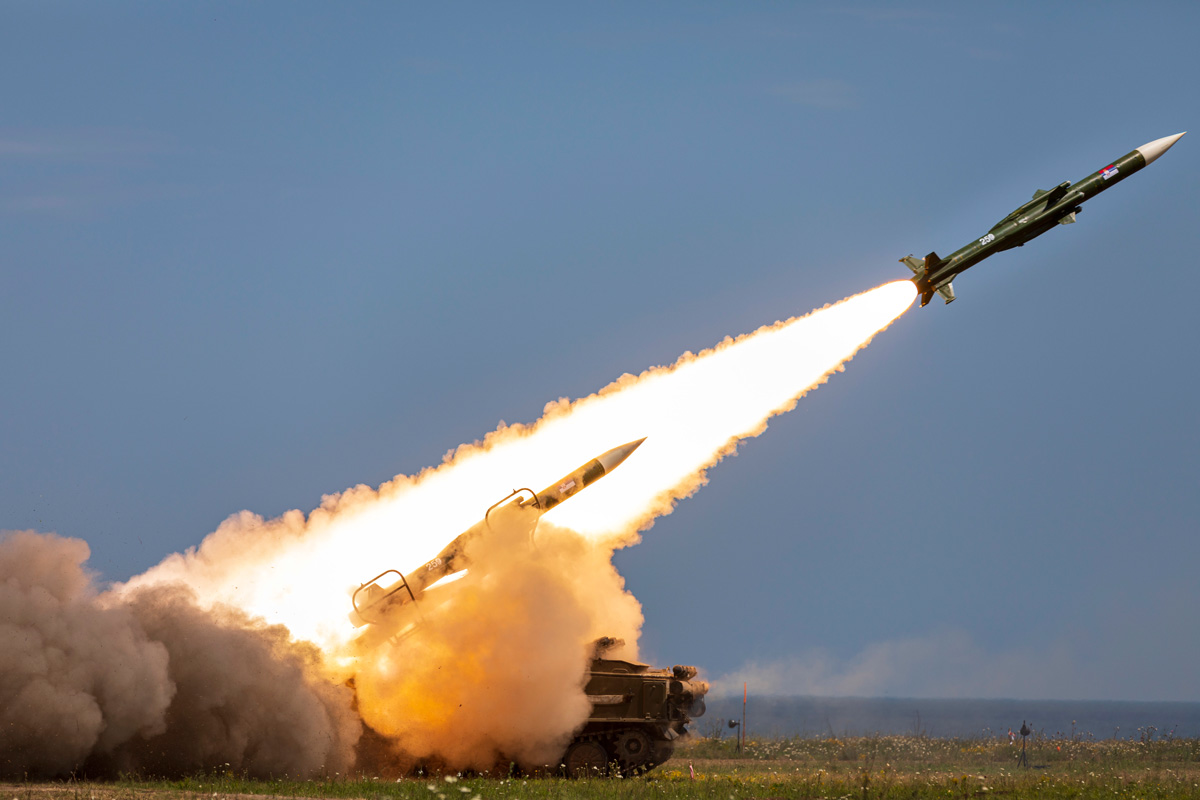
ソビエトの2K12

地対空ミサイル（ちたいくうミサイル、英語: surface-to-air missile, SAM / ground-to-air missile, GAM）は、空中目標（航空機や弾道ミサイル、巡航ミサイル）を迎撃するために地上から発射されるミサイル。ミサイル・サイトを設置する必要のある大型ミサイルから、車載型、兵士が発射機を肩に担いで発射する携帯式防空ミサイルシステムまである。防空ミサイルとも呼ばれる。対空砲と並ぶ主要な対空兵器である。

## 概要
地対空ミサイルは、その用途から、大きく3種類に分けられる。
- 高・中高度防空（HIMAD）用
- 短距離防空（SHORAD）用
- 近距離防空（VSHORAD）用

HIMAD用の地対空ミサイルは、最も初期から運用されてきたものである。遠距離で敵機を探知・捕捉する必要があるので、かなり大規模な設備が必要となる。一方、VSHORAD用の地対空ミサイルは比較的最近登場したもので、短射程なので小型であり、なかには個人で携行・使用できる携帯式防空ミサイルシステム（MANPADS）もある。MANPADS以外のVSHORADミサイルや、HIMADとVSHORADの間を埋める短射程のSHORADミサイルの多くは車載化されており、迅速に移動・展開できるようになっている。
艦船発射型のものは艦対空ミサイルと呼ばれている。基本的な原理は同一であるが、動揺する艦上での運用や風浪への対策が必要であり、また、運用形態も異なることから特別な配慮が必要となるので、（ロシア製のいくつかのミサイル・システムのように）設計段階から考慮されていない限りは、別々に開発されることが多い。ただし、SHORADシステムは、過酷な野戦環境に対応するように開発されていることから、艦載対応も比較的容易であり、アメリカのチャパラルやフランスのクロタルのように転用された例もある。
大型地対空ミサイルは、地対地ミサイルとして転用されるケースもある（2022年ロシアのウクライナ侵攻におけるロシアのS-300、北朝鮮が2022年11月2日に日本海へ撃ち込んだSA-5）。

## 略史

### 1940年代 - 1950年代

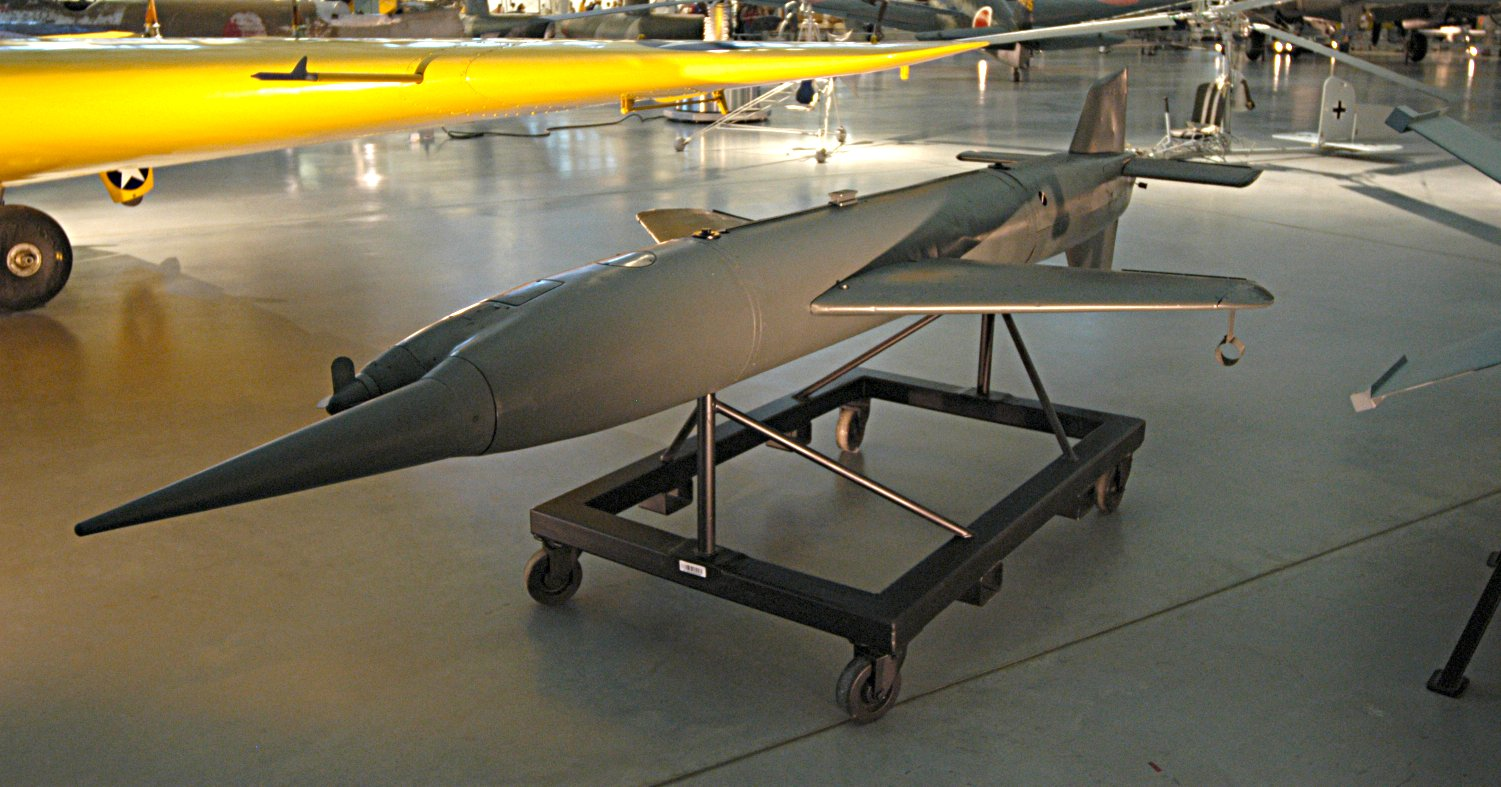
最初期の地対空ミサイル、Hs 117

地対空ミサイルは、他の多くのミサイルと同様、第二次世界大戦中のドイツで着想された。1943年頃より、ナチス・ドイツは、連合国によるドイツ本土爆撃の激化に対応して、彼らの有していた先進的なミサイル技術を防空に応用することを決定し、「Hs 117」や、V2ロケットの派生型である「ヴァッサーファル」（Wasserfall）などが開発された。しかし、ドイツの国力払底により、これらが大規模に実戦投入されることはなかった。
高度10,000mを飛行可能なアメリカの新型爆撃機B-29による日本本土空襲の脅威が逼っていた日本でも独自に、B-29を撃墜可能な地対空ミサイル「奮龍」や「秋水式火薬ロケット」を1944年初頭から開発していたが、終戦までに間に合わなかった。
その後、核戦略時代の到来とともに、自国上空に侵入してくる核搭載の爆撃機を、その核爆弾の影響が及ぶよりも遠距離から迎撃する必要が生じ、防空兵器としての地対空ミサイルが重視されるようになった。この時期には、これらの想定任務を反映して、HIMAD用途でのミサイル・システムの開発に重点がおかれていた。なお、この時期のHIMADシステムには核弾頭を搭載したものがあった。これは、1発のミサイルで1機の航空機や1発の弾道ミサイルを撃墜しようとするのではなく、大挙をなしてやってくる長距離爆撃機編隊や立て続けに降下してくる弾道ミサイルを1発で可能な限りまとめて撃墜しようとすることを意図した。しかし、地対空ミサイルである以上、自国または同盟国の領土の上空で核爆発を起こすことになるため、それによって発生する放射性降下物や強力な電磁パルス（EMP）による味方の被害も甚大になることが予想された。放射性降下物は人的、環境的被害を与え、電磁パルスは電力をはじめとする各種インフラに損害を与える。このため、核弾頭を搭載した地対空ミサイルは早々に姿を消している。

### 1960年代 - 1970年代

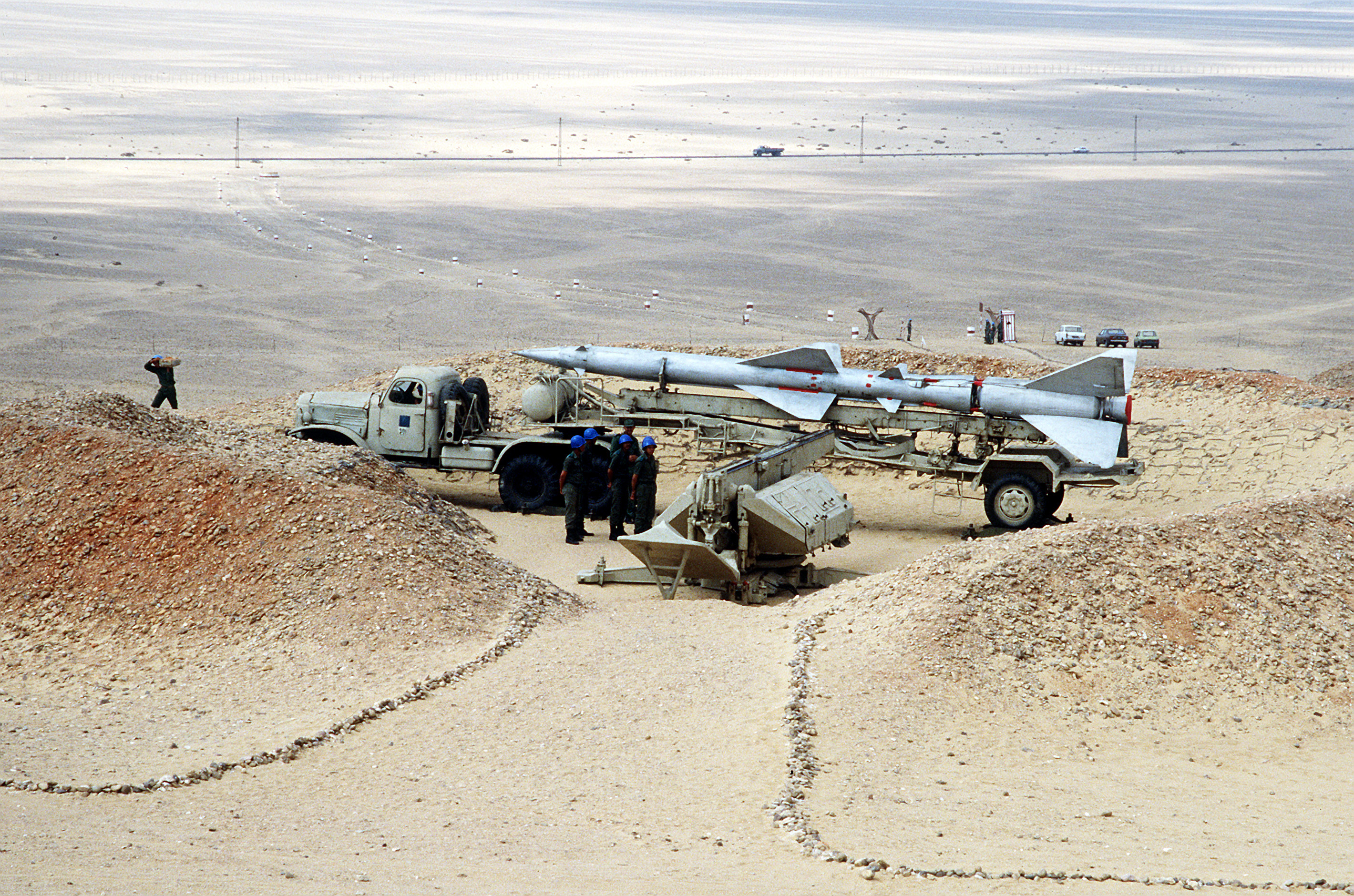
S-75（SA-2 ガイドライン）

このようにして開発されたHIMADミサイル・システムが一躍有名になったのが、1960年5月1日のU-2撃墜事件である。これは、ソ連の第一世代HIMADミサイル・システムであったS-75（SA-2 ガイドライン）が、高高度の成層圏より偵察飛行を行なっていたU-2偵察機を撃破したもので、従来の迎撃戦闘機や高射砲では到達不可能な高度でも地対空ミサイルであれば攻撃可能であることが周知された。
ここで使用されたS-75をはじめとするソ連の地対空ミサイル・テクノロジーは、第二次印パ戦争で初実戦を経験したのち、ベトナム戦争と第四次中東戦争において大規模に実戦投入され、西側諸国に大きな衝撃を与えた。ベトナム戦争では、S-75に加えて、これよりやや短射程だがより敏捷なS-125（SA-3 ゴア）、そしてもっとも初期のMANPADSである9K32 ストレラ2（SA-7 グレイル）が投入されており、高高度ではS-75、中高度から低高度ではS-125、超低高度では9K32及び高射砲と、縦深的な火力発揮が可能となっていた。ベトナム戦争の期間中、北ベトナムは4,000発ものS-75を発射し、その稠密な防空網に直面したアメリカ軍は、ECMとワイルド・ウィーゼル機による敵防空網制圧で対抗した。このワイルド・ウィーゼル戦術は極めて大きな出血を伴うものであったが、これらの犠牲により、地対空ミサイルへの対抗策も確立されていった。
また、第四次中東戦争では、新型の2K12（SA-6 ゲインフル）が投入された。これは、S-75やS-125よりも最大射高は低いものの、敏捷で射撃可能範囲が広かった上に、イスラエル国防軍のECMが通用しなかったことから、この戦争から投入された新型の高射砲であるZSU-23-4とともに、イスラエル空軍は大きな犠牲を強いられた。イスラエルはただちにECM装置を改良したが、これに対してアラブ諸国軍もECCMの策を講じ、いたちごっこの様相を呈していた。

### 1980年代以降

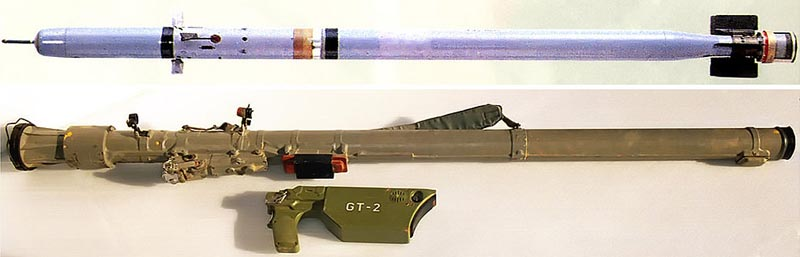
9K38 イグラ

1980年代、アフガニスタン紛争において、携帯式防空ミサイルシステム（MANPADS）が大規模に実戦投入された。これは、空中機動作戦を多用するソ連軍に対する航空戦力および防空火力をほぼ持たないムジャーヒディーンの対抗策であった。ムジャーヒディーンは紛争当初、鹵獲したソ連製の9K32 ストレラ2（SA-7 グレイル）によって対抗していたが、9K32は既に性能的に陳腐化していた上に、自国製兵器とあってソ連側が対抗策を熟知していたことから、ほとんど成果を上げることができなかった。
しかし、1980年代初頭より、アメリカ製の新しいFIM-92 スティンガーが秘密裏に供与されるようになると、状況は大きく変化し、ソ連のヘリコプターや輸送機の撃墜数が急増していった。ソ連軍は1989年にアフガニスタンより撤退するが、スティンガーによるヘリコプターの損失は、その大きな要因のひとつとなったといわれている。しかしその後、ソビエト連邦の崩壊や9K38のような安価で高性能なMANPADSの普及により、MANPADSがテロに利用される恐れが増大しており、警戒されている。
その一方で、アメリカ同時多発テロ事件に見られるような航空機を使った自爆テロを警戒して、重要施設などの近傍にSHORAD/VSHORADミサイル・システムを配備する動きも出ている。
一方、特に21世紀に入ってからは、第三世界に弾道ミサイル技術が拡散したことを受けて、HIMADミサイル・システムに弾道弾迎撃機能を付加する動きが広がっている。

### 2010年代以降

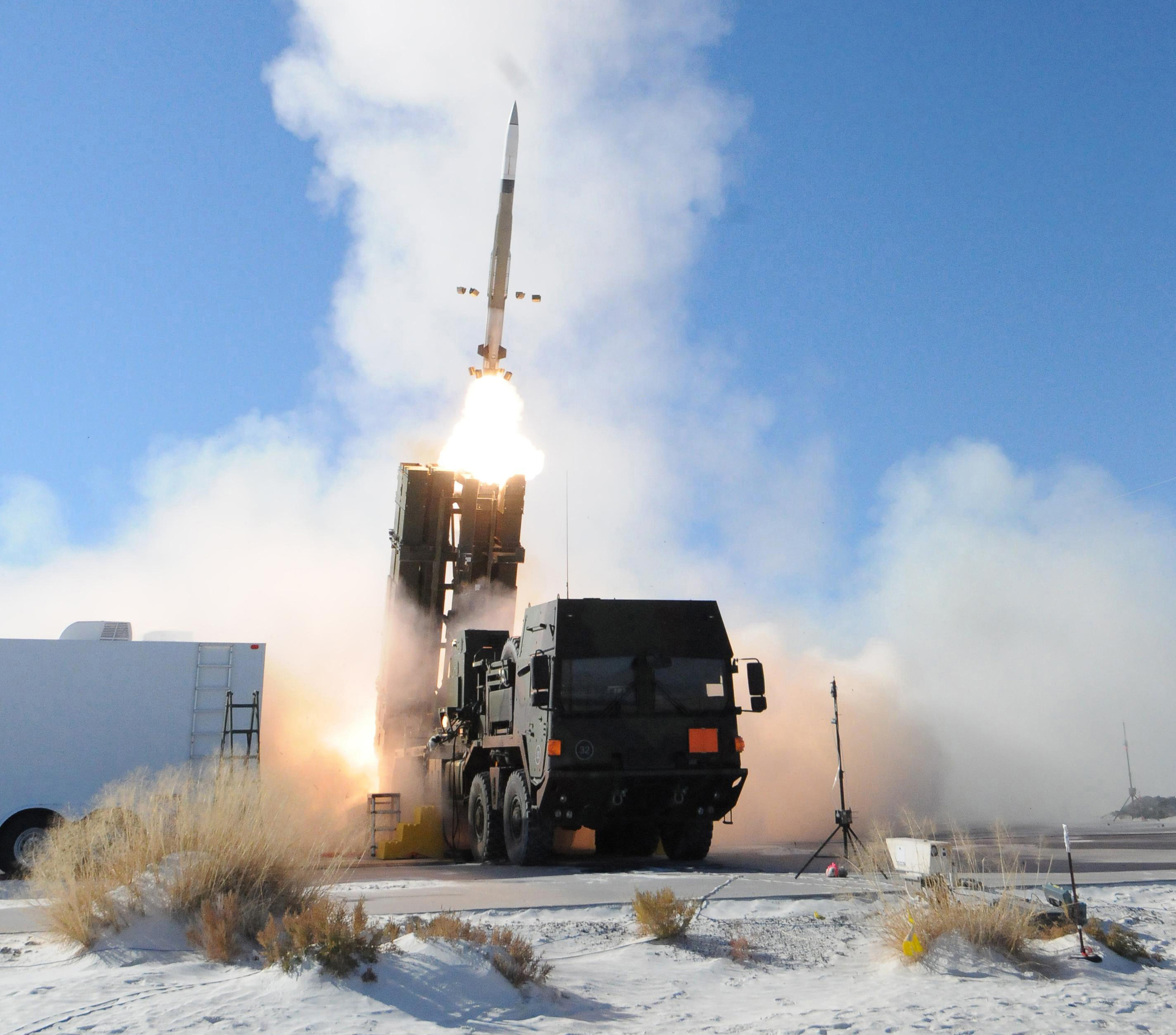
西側のMEADS

2010年代に飛躍的な進歩を遂げたドローンは、高価な地対空ミサイルシステムを無力化するゲームチェンジャー的役割を果たすようになった。
2019年、イエメン内戦に参加したサウジアラビアは巡航ミサイルの攻撃を受け、パトリオットミサイルで迎撃することに成功していたが、ドローンを併用する攻撃にはレーダー網は無力であり、幾度か自爆攻撃を許すこととなった。また仮に迎撃に成功したとしても、安価なドローンをけた違いに高価な地対空ミサイルで落とす費用対効果が著しく低くなる行為も問題視されるようになった。似たようなケースは2020年ナゴルノ・カラバフ紛争でも発生。アゼルバイジャンは、アルメニアのS-300網を破壊するために旧式の複葉機を囮に使い、レーダー網をあぶりだした後に大型ドローン（ハーピー）で防空システム自体を攻撃するという、安価で人的損耗が生じない攻撃方法を用いた。

## 高・中高度防空ミサイル

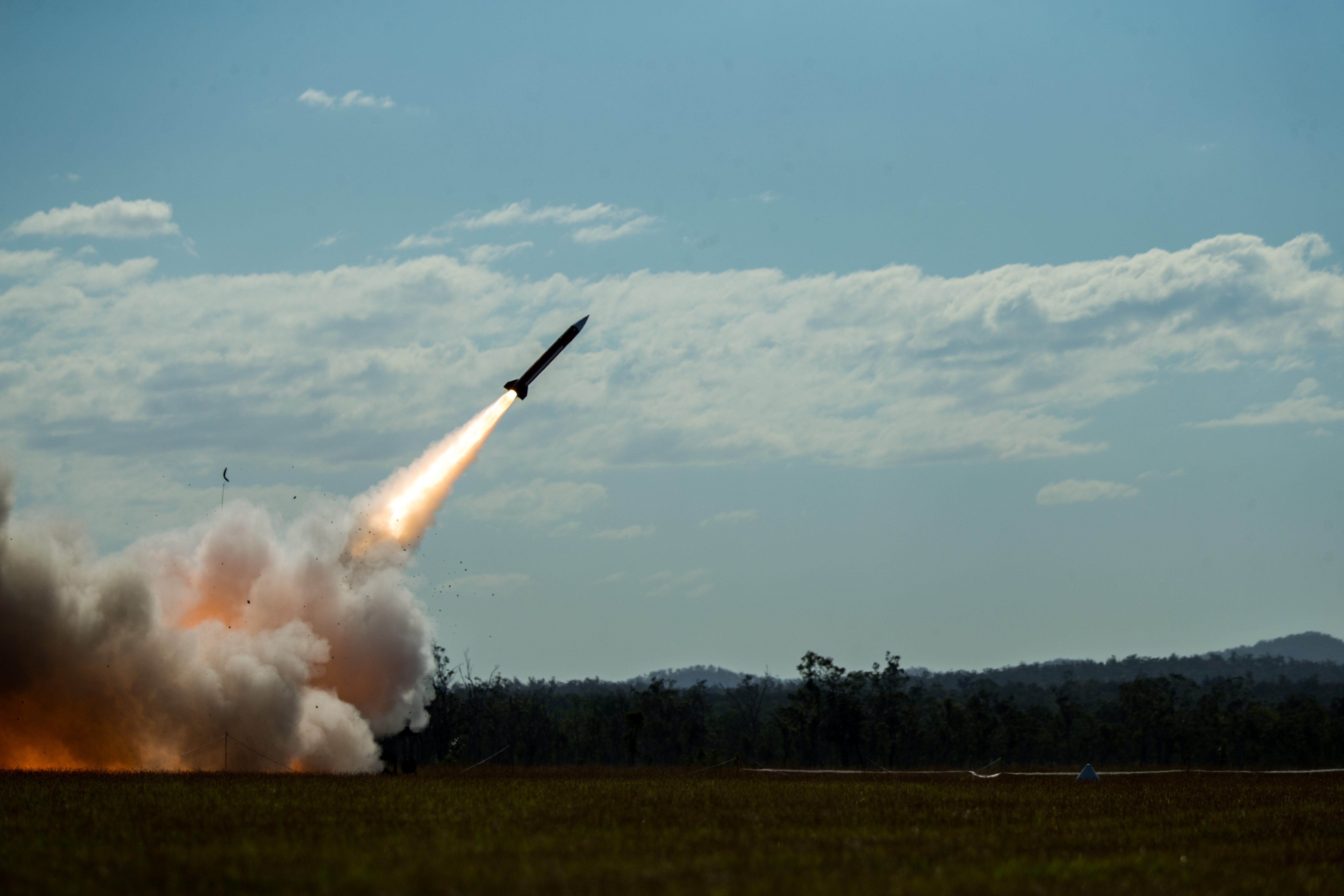
MIM-104 パトリオット

高・中高度防空（HIMAD：High-to-Medium-Altitude Air Defense）システムは、最大射高10,000m以上の防空システムである。射程にすると30キロメートル前後、ないしそれ以上である。野戦においては、軍団や方面隊直轄の防空火力として運用される。また、その長射程をいかして、要撃機を補完する国土防空手段としても用いられ、かつてのソ連防空軍が保有していたほか、西側諸国においては空軍に配備される例も多い。
HIMADシステムのうち、大規模なものは、ミサイル・サイトを構築して運用する必要があり、戦術機動はほとんど望めない。近年では、多くが可搬式となっており、短時間で発射装置や管制装置、レーダー装置などを車両に搭載して移動できるようになっている。ただしこの場合でも、複数のユニットを連接してシステムを構築する必要上、展開と撤収には時間がかかり、迅速な戦術機動はやはり困難である。これは、長射程であるHIMADシステムの任務上、頻繁な移動を考慮する必要がないことによるものである。
また、HIMADシステムには、対地ミサイルもしくは弾道ミサイルを迎撃する能力を持つものもある。さらに、初めから弾道弾の迎撃を主任務として開発されたものもあり、これは特に弾道弾迎撃ミサイル（ABM）と呼ばれる。ABMのなかには、大気圏内では使用できないものも多く（THAADミサイルなど）、これらは通常のHIMADミサイルとは異なり、航空機に対する攻撃に使用することはできない。

### 代表的な機種
アメリカ合衆国
- CIM-10 ボマーク
- LIM-49 スパルタン/ナイキ・ゼウス
- スプリント
- MIM-3 ナイキ・エイジャックス
- MIM-14 ナイキ・ハーキュリーズ
- MIM-23 ホーク
- MIM-104 パトリオット
- 中距離拡大防空システム（MEADS）
- 終末高高度防衛ミサイル（THAAD）

 アメリカ合衆国/ ノルウェー
- NASAMS

 イギリス
- サンダーバード（英語版）
- ブラッドハウンド（英語版）

 イギリス/ イタリア/ フランス
- アスター

 イスラエル
- アロー
- アイアンドーム

 中華民国
- 天弓1型/2型/3型

 インド
- アカシュ（Akash）（英語版）
- PAD、AAD

 中華人民共和国
- HQ-9

 日本
- 03式中距離地対空誘導弾

 ソビエト連邦
- S-25（SA-1 ギルド）
- S-75（SA-2 ガイドライン）
- S-125（SA-3 ゴア）
- 2K11（SA-4 ガネフ）
- S-200（SA-5 ガモン）
- 2K12（SA-6 ゲインフル）
- S-300 （SA-10 グランブル）
- 9K37（SA-11 ガドフライ）
- S-300V（SA-12A グラディエーター/SA-12B ジャイアント）
- 9K330 （SA-15 ガントレット）
- 9K37M1-2（SA-17 グリズリー）
- S-300PMU1（SA-20 ガーゴイル）

 ロシア連邦
- S-400（SA-21 グラウラー）

 朝鮮民主主義人民共和国
- ポンゲ5
- ポンゲ6

## 短距離防空ミサイル

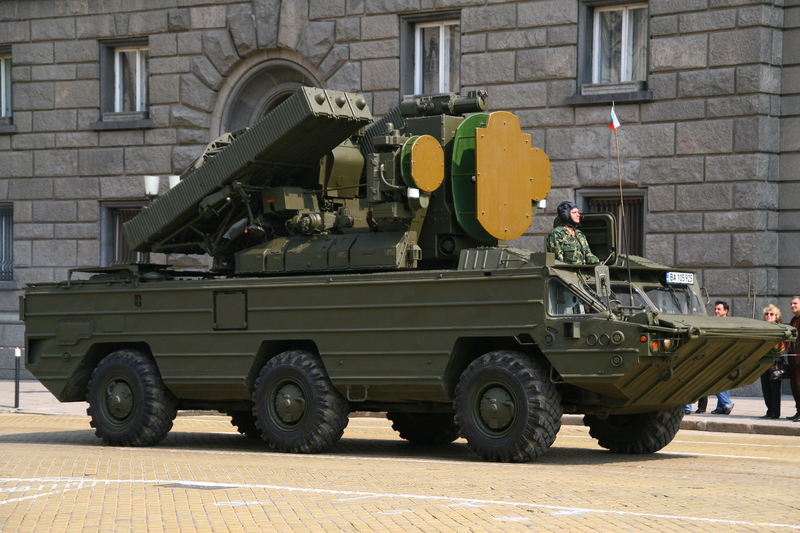
9K33（SA-8 ゲッコー）

短距離防空（SHORAD：Short Range Air Defense）システムは、最大射程が10キロメートル程度の防空システムである。師団あるいは旅団の野戦防空に用いられるほか、海空軍でも、地上の重要施設の防衛に用いる。かつては大口径の高射砲（M51 75mm高射砲など）が使用されていたが、現在、陸戦分野においては、地対空ミサイル（短SAM）によってほぼ完全に置き換えられている。
多くが自走式となっており、いくつかの機種では、管制装置と発射装置を同じ車両に搭載することで、展開と撤収を迅速に行なえるように配慮している。これは、頻繁に移動する野戦部隊に随伴して、防空援護を提供するためのものである。

### 代表的な機種
アメリカ合衆国
- MIM-46 モーラー
- MIM-72 チャパラル

 イギリス
- タイガーキャット
- レイピア
- スカイセイバー

 イスラエル
- SPYDER

 中華人民共和国
- HQ-61
- HQ-7
- HQ-64（紅旗64/LY-60/猟鷹60）

 中華民国
- 捷羚防空システム

 ドイツ
- ローランド
- IRIS-T SL/SLS
- LFK NG

 日本
- 81式短距離地対空誘導弾（SAM-1 ショートアロー）
- 11式短距離地対空誘導弾

 フランス
- クロタル
- VL MICA

 南アフリカ共和国
- ウムコント

 ソビエト連邦
- 9K33（SA-8 ゲッコー）
- 9K330（SA-15 ガントレット）
- 9M311（SA-19 グリソン）

 ロシア連邦
- 57E6（SA-22 グレイハウンド）

## 近距離防空ミサイル

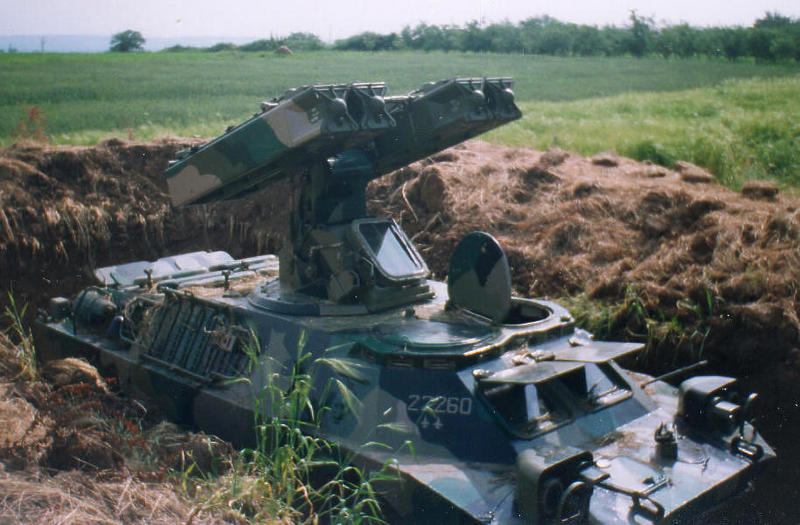
9K31（SA-9 ガスキン）

近距離防空（VSHORAD：Very Short Range Air Defense）システムは、最大射程が5キロメートル程度の防空システムである。SHORADシステムを補完して師団あるいは旅団の野戦防空システムに参加するほか、大隊以下の階梯で、自衛防空手段としても用いられる。
射程が短いかわりに、即応性や機動性に優れたものとされている。VSHORADとしては、従来、高射機関砲が使われてきたが、現在では、携帯式防空ミサイルシステム（MANPADS）、およびそれを車載式・固定式としたシステムが広く配備されるようになっている。ただし、至近距離での即応性という点で、地対空ミサイル・システムには大きな問題があることから、これらを補完するかたちで、高射機関砲もなお運用が継続されている。

### 車載式/固定式
これらの多くは、肩撃ち式の携帯式防空ミサイルシステム（MANPADS）を改良・転用したものである。しかし、携帯性ゆえにMANPADSの性能を制約することになっている電力供給やシステム連接の問題などを解決したものであるため、事実上、別のシステムとして捉えられるべきものとなっている。つまり、電力は車両側から供給できるので、はるかに安定した動作が可能になっているほか、より高度な射撃管制装置とネットワーク連接が可能であるので、効率的な射撃が可能である。

#### 代表的な機種
アメリカ合衆国
- アベンジャー

 イギリス
- スターストリーク

 日本
- 93式近距離地対空誘導弾（SAM-3 クローズドアロー）

 中華人民共和国
- FB-6A（HN-6の車載版）
- CQW-2（QW-2の車載版）
- FLV-1/FLG-1（QW-3の車載版）
- FL-2000(V)（QW-3の車載版）
- TD-2000/TD-2000B（QW-4の車載版）

 ソビエト連邦
- 9K31（SA-9 ガスキン）
- 9K35（SA-13 ゴファー）

### 携帯式
携帯式防空ミサイルシステム（MANPADS）は、1960年代後半より配備されはじめた、比較的新しいテクノロジーである。
MANPADSのコンセプトは、第二次世界大戦末期にドイツ国防軍が開発したフリーガーファウストにおいて既に見られるが、これは、その後も高速化を続ける航空機に対処できなかった。アメリカ陸軍は1948年より、フリーガーファウストを含めた数機種を検討したが、いずれも不十分な防空効果しか得られないことから、独自の開発を決定、コンベア社による10年におよぶ基礎研究ののち、1959年より開発プロジェクトが開始された。これによって開発されたのが世界初のMANPADSであるFIM-43 レッドアイである。また、ソ連でも1959年頃から同様の研究が行なわれており、これは9K32 ストレラ2（SA-7 グレイル）として配備された。これらの第1世代MANPADSは、いずれも単純な赤外線誘導を採用していた。ただし、イギリスの第1世代MANPADSであるブローパイプ（en）では手動指令照準線一致誘導方式（MCLOS）が使われている。
その後、第2世代のMANPADSの開発が開始された。これらは、シーカーの冷却や2波長光波誘導などの採用により攻撃可能範囲を増大させており、アメリカではFIM-92 スティンガー、ソ連では9K34 ストレラ3（SA-14 グレムリン）が配備された。また、日本の91式携帯地対空誘導弾では、さらに先進的な画像誘導方式が採用されている。一方、イギリスは第2世代のジャベリンではより自動化された無線式SACLOS誘導、第3世代のスターバーストではレーザーSACLOS方式を採用しており、スウェーデンのRBS 70でも同様にレーザー誘導が選択された。
第1世代MANPADSは、ベトナム戦争の頃より実戦投入されたが、比較的容易に回避されることから、VSHORADとしては、高射砲の補完の域を出なかった。その後、アフガニスタン紛争で第2世代MANPADSであるスティンガーが実戦投入されて大きな戦果をあげた（#1980年代以降も参照）ことから注目を集め、世界的に普及するようになった。
しかしその後、ソビエト連邦の崩壊やMANPADSの普及により、MANPADSがテロに利用される恐れが増大した。1994年にはルワンダ政府専用機のダッソー ファルコン 50がMANPADSによって撃墜され、ルワンダ大統領ジュベナール・ハビャリマナと便乗していたブルンジ大統領シプリアン・ンタリャミラが共に死亡する事件が発生し（ハビャリマナとンタリャミラ両大統領暗殺事件）、この事件を直接のきっかけとしてルワンダ虐殺が引き起こされた。また、2002年には、エル・アル航空機が9K32で攻撃されるという事件が発生した（エル・アル航空機は赤外線シーカーへの欺瞞装置を備えていたため、この攻撃は失敗した; 英語版記事）。これを受けて、2003年の第29回主要国首脳会議において、「交通保安及び携帯式地対空ミサイル（MANPADS）の管理強化」に関する行動計画が採択された。

#### 代表的な機種
アメリカ合衆国
- FIM-43 レッドアイ
- FIM-92 スティンガー

 イギリス
- ブローパイプ（en）
- ジャベリン
- スターバースト

 スウェーデン
- RBS 70

 日本
- 91式携帯地対空誘導弾（SAM-2 ハンドアロー）

 フランス
- ミストラル

 中国
- HN-5（紅纓5; ロシア製9K32の中国版）
- HN-6（紅纓6/飛弩6）
- FN-16（飛弩16）
- QW-1（前衛-1から始まるシリーズ、QW-1M/1A/11/11G/18）
- QW-2（2波長光波誘導）
- QW-3（レーザー誘導）
- QW-4（熱画像誘導）

 ロシア
- 9K32 ストレラ2（SA-7 グレイル）
- 9K34 ストレラ3（SA-14 グレムリン）
- 9K310 イグラ-1（SA-16 ギムレット）
- 9K38 イグラ（SA-18 グロース）